# Liste japanischer Opern
Die Liste japanischer Opern (jap. 日本のオペラ作曲一覧, Nihon no Opera sakkyoku ichiran) umfasst in chronologischer Reihenfolge entweder von Japanern komponierte Opern oder Opern mit einem Libretto in japanischer Sprache. Japan etwa, als Handlungsort alleine, wie bspw. in Madama Butterfly, ist kein Kriterium für die Einordnung.
Die Oper wird in Japan mit der sogenannten klassischen Musik erst seit der Meiji-Restauration umfänglich rezipiert. Die Liste versammelt die wichtigsten von Japanern komponierten Opern von der Meiji-Zeit bis in die Gegenwart. Die Auflistung orientiert sich an einer Zusammenstellung der Universität Ōsaka und an den angegebenen Datenbanken.

## Legende
Die Spalten der nachfolgenden Tabelle sind sortierbar. Erfasst sind:
- Uraufführung: das Jahr der Uraufführung
- Operntitel: angegeben ist die Lesung der japanischen Titel; wenn bereits eine etablierte Übersetzung existiert ist diese in Anführungszeichen angefügt; Übertragungen, etwa aus dem Englischen, deren Etablierung im Sprachgebrauch noch nicht gesichert ist, sind mit dem Vorsatz etwa versehen
- Operntitel (Original): verzeichnet die japanische Originalschreibweise in Kanji und Hiragana bzw. Katakana
- Komponist: enthält den Namen des Komponisten in japanischer Namensreihenfolge (Zuname, Vorname)
- Libretto: gibt den Namen der Person an, die für das Libretto verantwortlich war; Hinweise auf literarische Vorlagen sind durch den Zusatz nach gekennzeichnet.

## Übersicht
| Uraufführung | Operntitel                                                                 | Operntitel (Original)                   | Komponist            | Libretto                                                                                            |
| ------------ | -------------------------------------------------------------------------- | --------------------------------------- | -------------------- | --------------------------------------------------------------------------------------------------- |
| 1909         | Tokoyami                                                                   | 常闇                                    | Tōgi Tetteki         | Tsubouchi Shōyō                                                                                     |
| 1912         | Dachitaru tennyo etwa:Der gefallene Engel                                  | 堕ちたる天女                            | Yamada Kōsaku        | Tsubouchi Shōyō                                                                                     |
| 1929         | Kurofune etwa: „Die Schwarzen Schiffe“; auch Yoake                         | 黒船, auch unter dem Titel 夜明け       | Yamada Kōsaku        | nach dem gleichnamigen Werk von Tōjin Okichi, nach Percy Noel                                       |
| 1931         | Ayame                                                                      | あやめ                                  | Yamada Kōsaku        | |
| 1938         | Katsuhika jōwa                                                             | 葛飾情話                                | Sugahara Meirō       | Nagai Kafū                                                                                          |
| 1946         | Hsianq-Fei etwa: „Die Räucherstäbchen-Prinzessin“                          | 香妃                                    | Yamada Kōsaku        | Ōki Atsuo und Yamada Kōsaku nach einem Werk von Yoshiro Nagayo                                      |
| 1952         | Yūzuru „Der silberne Reiher“                                               | 夕鶴                                    | Dan Ikuma            | Kinoshita Junji                                                                                     |
| 1954         | Shuzenji monogatari „Die Geschichte von Shuzenji“                          | 修善寺物語                              | Shimizu Osamu        | Okamoto Kidō                                                                                        |
| 1955         | Kikimimizukin etwa „Die lauschende Kapuze“                                 | 聴耳頭巾                                | Dan Ikuma            | Kinoshita Junji                                                                                     |
| 1955         | Akai Jinbaori                                                              | 赤い陣羽織                              | Ōguri Hiroshi        | nach Pedro Antonio de Alarcón Der Dreispitz                                                         |
| 1955         | Akemi                                                                      | あけみ                                  | Toda Kunio           | F. Ariga                                                                                            |
| 1956         | Sotoba Komachi                                                             | 卆塔婆小町                              | Ishiketa Mareo       | Hiraoka Kimitake nach einem Nō Stück von Yukio Mishima                                              |
| 1956         | Sumiyaki-hime etwa „Prinzessin Sumiyaki“                                   | 炭焼姫                                  | Shimizu Osamu        | Nobuo Uno                                                                                           |
| 1956         | Aozora wo utsu otoko                                                       | 青空を射つ男                            | Shimizu Osamu        | nach Tanikawa Shuntarō                                                                              |
| 1957         | Neta                                                                       | 寝太                                    | Ogura Rō             | Isamitsu Kitakoji                                                                                   |
| 1957         | Sero Hiki no Gōshu etwa „Gōshu, der Cellist“                               | セロ弾きのゴーシュ                      | Shimizu Osamu        | Kenji Miyazawa                                                                                      |
| 1958         | Yōkihi „Yang Guifei“                                                       | 楊貴妃                                  | Dan Ikuma            | Osaragi Jirō                                                                                        |
| 1958         | Amanjaku to Uriko hime                                                     | あまんじゃくとうりこひめ                | Hayashi Hikaru       | Wakabayashi Ichiro                                                                                  |
| 1959         | Mukashibanashi hitokai Tarobei „Tarobei der Sklavenhändler“                | 昔噺人買太郎兵衛                        | Mamiya Michio        | Wakabayashi Ichiro                                                                                  |
| 1960         | Kurai kagami, umbenannt in Hiroshima no Orufe „Orpheus in Hiroshima“       | 暗い鏡, umbenannt in ヒロシマのオルフェ | Akutagawa Yasushi    | Ōe Kenzaburō                                                                                        |
| 1960         | Amayo no shinasadame                                                       | 雨夜の品定め                            | Matsushita Shin’ichi | |
| 1960         | Hiren Karafune, umbenannt in Okinawa monogatari etwa: „Okinawa-Geschichte“ | 悲恋唐船, umbenannt in 沖縄物語         | Kanai Kikuko         | |
| 1960         | Ayame etwa: „Iris“                                                         | あやめ                                  | Makino Yutaka        | Hiroshi Mizuo, nach Yukio Mishima                                                                   |
| 1961         | Esugata Nyōbō                                                              | 絵姿女房                                | Hayashi Hikaru       | Seiichi Yashiro                                                                                     |
| 1961         | Chūmon no ōi Ryōriten                                                      | 注文の多い料理店                        | Sugano Hirokazu      | |
| 1962         | Utai gaikotsu etwa: „Das singende Skelett“                                 | 歌い骸骨                                | Shimizu Osamu        | Kazuhiko Okamoto                                                                                    |
| 1962         | Funa Benkei                                                                | 船弁慶                                  | Makino Yutaka        | Michio Chiya                                                                                        |
| 1962         | Gonbō gitsune                                                              | ごんぼうぎつね                          | Sugano Hirokazu      | |
| 1962         | Ihon Izumo fudoki                                                          | 異本出雲風土記                          | Sugano Hirokazu      | |
| 1964         | Shunkan etwa: „Exil“                                                       | 俊寛                                    | Shimizu Osamu        | Osamu Shimizu und Kazuhiko Okamoto                                                                  |
| 1964         | Bandai no matsu                                                            | 磐梯の松                                | Bekku Sadao          | |
| 1964         | Sannin no onnatachi no monogatari                                          | 三人の女達の物語                        | Bekku Sadao          | |
| 1964         | En no gyōsha                                                               | 役の行者                                | Shimizu Osamu        | |
| 1964         | Poetique mofuku                                                            | ポエティク 喪服                         | Ishiketa Mareo       | |
| 1964         | Adachi ga hara no onibaba                                                  | 安達ヶ原の鬼女                          | Sugano Hirokazu      | |
| 1965         | Nihonzaru sukito orime                                                     | ニホンザル スキトオリメ                 | Mamiya Michio        | |
| 1965         | Yamashiro no kuni ikki                                                     | 山城国一揆                              | Koyama Kiyoshige     | |
| 1965         | Mori wa ikiteiru etwa: „Zwölf Monate“                                      | 森は生きている                          | Shin’ichirō Ikebe    | nach Samuil Jakowlewitsch Marschak                                                                  |
| 1965         | Tsureppu                                                                   | ツレップ                                | Satō Shin            | Tanaka Sumie                                                                                        |
| 1966         | Yuki-onna fudoki                                                           | 雪女風土記                              | Satō Shin            | |
| 1967         | Arima (no) miko etwa: „Prinz Arima“                                        | 有間皇子                                | Mamiya Michio        | Matsubara Tadashi, Fukuda Tsuneari                                                                  |
| 1967         | Konjamain-ki                                                               | コシャマイン記                          | Ishiketa Mareo       | |
| 1967         | Otokodate                                                                  | 男達                                    | Sueyoshi Yasuo       | |
| 1967         | Baka mukodon                                                               | ばか聟どん                              | Sugano Hirokazu      | |
| 1967         | Shishiodori no Hajimari etwa: „Beginn des Hirschtanzes“                    | 鹿踊りのはじまり                        | Makino Yutaka        | Mizuo Hiroshi nach Miyazawa Kenji                                                                   |
| 1968         | Kesa to Morito etwa: „Kesa und Morito“                                     | 袈裟と盛遠                              | Ishii Kan            | Yamanouchi Yasuo nach Akutagawa Ryūnosuke                                                           |
| 1968         | Kakekomi                                                                   | 駆込み                                  | Ishiketa Mareo       | Endo Tatsuo                                                                                         |
| 1968         | Mukoerabi                                                                  | 聟選び                                  | Shimizu Osamu        | |
| 1970         | Daibutsu kaigen                                                            | 大仏開眼                                | Shimizu Osamu        | |
| 1970         | Jigokuhen                                                                  | 地獄変                                  | Ōguri Hiroshi        | Suganuma Jun nach Akutagawa Ryūnosuke                                                               |
| 1971         | Shinigami                                                                  | 死神                                    | Ikebe Shin’ichirō    | nach Imamura Shōhei                                                                                 |
| 1971         | Keshi no tenjin                                                            | 芥子の天人                              | Satō Shin            | |
| 1972         | Hikarigoke etwa: „Das leuchtende Moos“                                     | ひかりごけ                              | Dan Ikuma            | Takeda Taijun                                                                                       |
| 1972         | Sanshō dayū                                                                | さんしょう太夫                          | Koyama Kiyoshige     | Fujita Asaya                                                                                        |
| 1973         | Kicchomu jōten „Die Himmelfahrt von Kicchomu“                              | 吉四六昇天                              | Shimizu Osamu        | Sakata Hiroo                                                                                        |
| 1973         | Kyara monogatari                                                           | 伽羅物語                                | Toda Kunio           | |
| 1973         | Sarashina-ki                                                               | 更科記                                  | Sueyoshi Yasuo       | |
| 1974         | Narukami                                                                   | 鳴神                                    | Mamiya Michio        | Mamiya Michio                                                                                       |
| 1974         | Konnyaku Mondo                                                             | こんにゃく問答                          | Koyama Kiyoshige     | Maeda Jun                                                                                           |
| 1975         | Chanchiki                                                                  | ちゃんちき                              | Dan Ikuma            | Mizuki Yōko                                                                                         |
| 1975         | Shunkin-sho                                                                | 春琴抄                                  | Miki Minoru          | Maeda Jun nach Tanizaki Jun’ichirō                                                                  |
| 1975         | Okon jōruri                                                                | おこんじょうるり                        | Hayashi Hikaru       | |
| 1976         | Kinkaku-ji „Der goldene Pavillon“                                          | 金閣寺                                  | Mayuzumi Toshirō     | Claus H. Henneberg nach Mishima Yukio                                                               |
| 1977         | Tenshu Monogatari                                                          | 天守物語                                | Mizuno Shūkō         | Kanakubo Shūsaku nach Izumi Kyōka                                                                   |
| 1977         | Kōshoku ichidai onna                                                       | 好色一代女                              | Saegusa Shigeaki     | |
| 1977         | Ukare no hyōroku hataori-uta                                               | 浮かれのひょう六機織唄                  | Hayashi Hikaru       | Wakabayashi Ichiro                                                                                  |
| 1978         | Ryūrenpu                                                                   | 龍恋譜                                  | Saegusa Shigeaki     | |
| 1978         | Shishiodori no hajimari                                                    | 鹿踊りのはじまり                        | Shimizu Osamu        | Terasaki Hironori nach Miyazawa Kenji                                                               |
| 1978         | Hakuboku no wa                                                             | 白墨の輪                                | Hayashi Hikaru       | |
| 1978         | Chiekoshō                                                                  | 智恵子抄                                | Hara Kazuko          | |
| 1978         | Anju to Zushiō                                                             | 安寿と厨子王                            | Makino Yutaka        | Maeda Jun nach Mori Ōgai                                                                            |
| 1979         | Ada „Die Rache eines Schauspielers“                                        | あだ                                    | Miki Minoru          | Miki Minoru, Miki Nanako, Tomotake Masanori u. a., deutsches Libretto von Claus H. Henneberg        |
| 1979         | Tsurutomi? umbenannt in Shiroi kemono no densetsu                          | 鶴富, umbenannt in 白いけものの伝説     | Hayashi Hikaru       | |
| 1979         | Bekkanko oni                                                               | べっかんこ鬼                            | Hayashi Hikaru       | |
| 1979         | Yama ni inoru                                                              | 山に祈る                                | Shimizu Osamu        | |
| 1979         | Ōgon no Kuni                                                               | 黄金の国                                | Aoshima Hiroshi      | Aoshima Hiroshi nach Endō Shūsaku                                                                   |
| 1980         | Kaguya hime                                                                | かぐや姫                                | Shimizu Osamu        | |
| 1981         | Kantomi                                                                    | カントミ                                | Ishii Kan            | Nakada Kōichirō                                                                                     |
| 1981         | Chūtanokūsō                                                                | ちゅうたのくうそう                      | Hayashi Hikaru       | |
| 1981         | Sherlock Holmes no jikenbo kokuhaku                                        | シャーロックホームズの事件簿－告白      | Hara Kazuko          | |
| 1981         | Kanatsubo oyajikoi no tatehiko                                             | 金壷親父恋達引                          | Yoshikawa Kazuo      | |
| 1983         | Iwai uta wa nagareru yoru ni                                               | 祝い歌が流れる夜に                      | Hara Kazuko          | Hara Kazuko nach Kikumura Itaru                                                                     |
| 1985         | Jōruri                                                                     | じょうるり                              | Miki Minoru          | Colin Graham nach Chikamatsu Monzaemon                                                              |
| 1985         | Hanazono nite etwa: „Im Blumengarten“                                      | 花園にて                                | Miki Minoru          | Fujita Asaya                                                                                        |
| 1985         | Shita o kamikatta onna, umbenannt in Sute-hime                             | 舌を噛み切った女, umbenannt in すて姫   | Hara Kazuko          | Hara Kazuko nach Murō Saisei                                                                        |
| 1986         | Sero hiki no gōju etwa: „Gauche der Cellist“                               | セロ弾きのゴーシュ                      | Hayashi Hikaru       | |
| 1987         | Skirt o haita Jeanne d'Arc                                                 | スカートをはいたジャンヌ・ダルク        | Hayashi Hikaru       | |
| 1987         | Nōshi o koete                                                              | 脳死をこえて                            | Hara Kazuko          | Hara Kazuko nach Fujimura Shiho                                                                     |
| 1989         | Bijo to yajū etwa: „Die Schöne und das Biest“                              | 美女と野獣                              | Mizuno Shūkō         | Ōkubo Shōichirō                                                                                     |
| 1989         | Yosakoibushi junshin o-uma                                                 | よさこい節－純信お馬                    | Hara Kazuko          | Hara Kazuko nach Tosa Fumio                                                                         |
| 1989         | Tengu to Hikoichi                                                          | 天狗と彦市                              | Masumoto Kikuko      | |
| 1990         | Yonaga-hime to mimio                                                       | 夜長姫と耳男                            | Mamiya Michio        | |
| 1990         | Iwanaga-hime                                                               | 岩長姫                                  | Hara Kazuko          | Kazuko Yoshida, [Sugimori Nobumori] Monzaemon Chikamatsu                                            |
| 1991         | Minamo                                                                     | ミナモ                                  | Mizuno Shūkō         | Ōkubo Shōichirō und Mizuno Shūkō                                                                    |
| 1991         | Petro Kibe -                                                               | ペトロ織部－転び申さず候                | Hara Kazuko          | |
| 1991         | Nasuno Yoichi                                                              | 那須與一                                | Hara Kazuko          | Narushima Yukiko                                                                                    |
| 1991         | Sen? no kioku no monogatari                                                | 千の記憶の物語                          | Saegusa Shigeaki     | |
| 1992         | Wakahime                                                                   | ワカヒメ                                | Miki Minoru          | |
| 1992         | Yomigaeru                                                                  | よみがえる                              | Miki Minoru          | Asaya Fujita nach Kusano Shinpei                                                                    |
| 1992         | Orochi-den                                                                 | オロチ伝                                | Miki Minoru          | |
| 1992         | Mori wa ikiteiru                                                           | 森は生きている                          | Hayashi Hikaru       | Hayashi Hikaru nach Samuil Jakowlewitsch Marschak                                                   |
| 1992         | Tonēru no fushigi no ki                                                    | トネールの不思議の樹                    | Hara Kazuko          | |
| 1992         | Hagoromo densetsu                                                          | 羽衣伝説                                | Masumoto Kikuko      | |
| 1993         | Chinmoku Schweigen                                                         | 沈黙                                    | Matsumura Teizō      | nach dem gleichnamigen Roman von Endō Shūsaku                                                       |
| 1993         | Kashikokatta sannin                                                        | 賢かった三人                            | Hayashi Hikaru       | |
| 1993         | Seresuta                                                                   | セレスタ                                | Yoshimatsu Takashi   | |
| 1994         | Susanoo                                                                    | 素戔鳴                                  | Dan Ikuma            | |
| 1994         | Hagoromo                                                                   | 羽衣                                    | Kondō Jō             | nach Zeami Motokiyo                                                                                 |
| 1994         | Terute to oguri?                                                           | 照手と小栗                              | Miki Minoru          | |
| 1995         | Sumida-gawa                                                                | 隅田川                                  | Miki Minoru          | |
| 1995         | Kusabira                                                                   | くさびら                                | Miki Minoru          | |
| 1995         | Sanseu-daiyū                                                               | さんせう太夫                            | Hara Kazuko          | |
| 1995         | Oshichi                                                                    | おしち                                  | Ikebe Shin’ichirō    | |
| 1995         | Salesman K no yūutsu, umbenannt in Henshin                                 | セールスマンKの憂鬱, umbenannt in 変身  | Hayashi Hikaru       | |
| 1996         | KOJIKI „Tage der Götter“                                                   |                                         | Mayuzumi Toshirō     | deutsches Libretto bearbeitet von Gertrud Fussenegger                                               |
| 1996         | Nukata-no-okimi                                                            | 額田女王                                | Hara Kazuko          | Hara Kazuko nach Inoue Yasushi                                                                      |
| 1996         | Jugon no komori-uta                                                        | じゅごんの子守唄                        | Ikebe Shin’ichirō    | |
| 1996         | Rashōmon                                                                   | 羅生門                                  | Kubo Mayako          | deutsches und japanisches Libretto, basiert auf der gleichnamigen Erzählung von Akutagawa Ryūnosuke |
| 1997         | Takeru                                                                     | 建 TAKERU                               | Dan Ikuma            | |
| 1997         | Chūshingura                                                                | 忠臣蔵                                  | Saegusa Shigeaki     | |
| 1997         | Taki Rentarō                                                               | 瀧廉太郎                                | Hara Kazuko          | Hara Kazuko                                                                                         |
| 1997         | Shinano no kuni Zenkō-ji monogatari                                        | 信濃の国 善光寺物語                     | Matsushita Isao      | |
| 1998         | Wagahai wa neko de aru                                                     | 吾輩は猫である                          | Hayashi Hikaru       | |
| 1998         | Toiho                                                                      | 遠い帆                                  | Miyoshi Akira        | |
| 1998         | Tsumi to bachi „Schuld und Sühne“                                          | 罪と罰                                  | Hara Kazuko          | Maeda Jun nach Fjodor Michailowitsch Dostojewski                                                    |
| 1998         | Uji jūjō                                                                   | 宇治十帖                                | Matsudaira Yoritsune | |
| 1998         | Lear no monogatari                                                         | リアの物語                              | Hosokawa Toshio      | |
| 1999         | Genji monogatari                                                           | 源氏物語                                | Miki Minoru          | |
| 1999         | Tojirareta fune                                                            | 閉じられた舟                            | Ishii Maki           | |
| 1999         | Mizu no koe                                                                | 水の声                                  | Hara Kazuko          | |
| 1999         | Eshi                                                                       | 絵師                                    | Nishimura Akira      | |
| 2000         | Nigorie                                                                    | にごりえ                                | Hagi Kyōko           | |